# ChoicePoint
ChoicePoint war ein US-amerikanisches Unternehmen, das sich auf das Sammeln von Daten über Privatpersonen oder Unternehmen spezialisiert hat. Diese Daten werden an staatliche und nichtstaatliche Organisationen verkauft. ChoicePoint bezieht diese Daten nicht nur aus diversen öffentlich zugänglichen Quellen, sondern auch von privaten Datenbanken.
Das Unternehmen soll schätzungsweise über 17 Milliarden Einzelquellen mit insgesamt 250 Terabyte Datenvolumen verfügen. Über ca. 220 Millionen Menschen soll es bereits Einträge geben, darunter fallen auch sehr vertrauliche Informationen, etwa über Vorstrafen, Drogentests oder den Besitz von Aktienpapieren. Die Daten werden an ca. 100.000 Kunden weiterverkauft, wovon ca. 7000 öffentliche bzw. staatliche Einrichtungen sein sollen (Stand: 30. März 2005).
ChoicePoint ist in jüngster Vergangenheit in Kritik geraten, als es Hackern gelang Zugriff auf die vertraulichen Daten zu gewinnen und diese missbräuchlich zu verwenden. Sehr umstritten ist auch die Informationsbeschaffung über nicht-US-amerikanische Bürger für die US-amerikanische Regierung.
Die Firma wurde 2008 für 4,1 Milliarden US-Dollar von der RELX Group übernommen und in das Angebot von LexisNexis (einem Tochterunternehmen der RELX Group) integriert.